# Knežak (Ilirska Bistrica, Slovenija)
Knežak je naselje u slovenskoj Općini Ilirskoj Bistrici. Knežak se nalazi u pokrajini Notranjskoj i statističkoj regiji Notranjsko-kraškoj. 

## Stanovništvo
Prema popisu stanovništva iz 2002. godine naselje je imalo 477 stanovnika.